# システム管理者の日

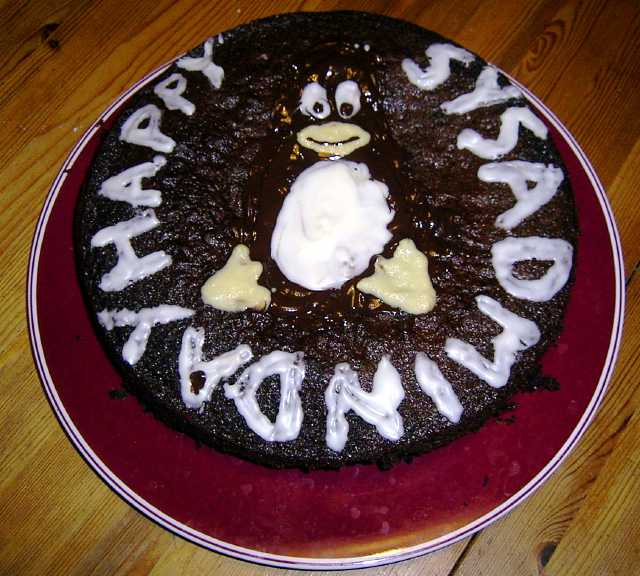
システム管理者の日を祝うケーキ。「HAPPYSYSADMINDAY」の文字とサーバーに用いられることの多いLinuxのマスコット、タックスが描かれている。

システム管理者の日（システムかんりしゃのひ、英語: System Administrator Appreciation Day、略称: Sysadmin Day、SAD）は、システム管理者の労をねぎらう記念日。2000年から実施され、7月最終金曜日がこの日にあたる。

## 概要
シカゴ在住のシステム管理者Ted Kekatosが、「新しいプリンタの導入に成功したシステム管理者が、他の社員たちから感謝のプレゼント攻めにあう」という広告を見て思いついたものである。Kekatosは、「残りの364日にはほとんど敬意を払われていないシステム管理者に対し、そのシステムの利用者等がプレゼントを贈るなどして感謝の意を表する日」としている。
日本では、システム運用の独立系ベンダーであるビーエスピー（現ユニリタ）が、2006年から「システム管理者感謝の日」を広める活動を開始。毎年7月にはイベントも開催している。